# Tyrone Mings
Tyrone Deon Mings (* 13. März 1993 in Bath) ist ein englischer Fußballspieler, der seit 2019 beim englischen Erstligisten Aston Villa aktiv ist.

## Karriere

### Jugend
Der Abwehrspieler hatte zuvor nach seiner Jugendzeit beim FC Southampton und den Bristol Rovers bei den unterklassigen Vereinen Yate Town und Chippenham Town Spielpraxis gesammelt. Beim FC Southampton wurde der heute 1,96 m große Spieler als 16-jähriger ausgemustert, da er zu klein und schmächtig war.

### Vereine

#### Ipswich Town
Am 13. Dezember 2012 gab der Zweitligist Ipswich Town die Verpflichtung des 19-jährigen Tyrone Mings bekannt.  Sein Debüt für Ipswich feierte er am 4. Mai 2013 bei einer 0:2-Niederlage beim FC Burnley. In der Football League Championship 2013/14 bestritt der Linksverteidiger sechzehn Ligaspiele für den von Mick McCarthy trainierten Zweitligisten. Nach dem Transfer von Aaron Cresswell zum Erstligisten West Ham United etablierte sich Mings 2014/15 als Stammspieler auf der linken Abwehrposition und wurde zudem im September 2014 zum Spieler des Monats der zweiten englischen Liga gewählt. Bereits am 20. September 2014 hatte der Verein den 21-Jährigen mit einem neuen Dreijahresvertrag ausgestattet.

#### AFC Bournemouth
Im Juli gab der Klub bekannt, dass Tyrone Mings für etwa 11 Millionen Euro zu den Cherries wechselt. Dort debütierte er am 29. August 2015 gegen Leicester City, zog sich in diesem Spiel aber bereits nach wenigen Minuten eine schwere Knieverletzung zu und fiel für mehr als ein Jahr komplett aus. Zudem litt er in dieser Zeit unter schweren Depressionen und einem Bandscheibenvorfall, die er nur nach und nach besiegen konnte. Insgesamt absolvierte der Abwehrspieler noch 20 weitere Spiele bei dem Topklub, jedoch nur 17 Spiele in der Premier League.

#### Aston Villa
Im Winter 2018/19 ging es für Mings ein halbes Jahr per Leihe zum damaligen englischen 2. Ligisten. Am 9. Juli 2019 gaben jedoch beide Vereine bekannt, dass der Verteidiger für 22 Millionen Euro nun fest beim englischen Aufsteiger spielt.

### Nationalmannschaft
Im September 2019 wurde Mings erstmals zur englischen Nationalmannschaft eingeladen, kam zunächst jedoch nicht zum Einsatz. Am 14. Oktober 2019 gab er unter Trainer Gareth Southgate beim 6:0-Sieg im EM-Qualifikationsspiel gegen Bulgarien schließlich sein Debüt.
Im Jahr 2021 wurde er in den englischen Kader für die Fußball-Europameisterschaft berufen, der das Finale gegen Italien im Elfmeterschießen im heimischen Wembley-Stadion verlor.

## Erfolge
Nationalmannschaft
- Vize-Europameister: 2021 mit England

## Privates
Mings, der als Kind selbst unter Obdachlosigkeit gelitten hatte, engagiert sich in seiner Heimatstadt Bath aktiv in der Obdachlosenhilfe.